# Kim Jae-won
Kim Jae-won (hangeul: 김재원; Seul, 18 febbraio 1981) è un attore e modello sudcoreano.

## Filmografia

### Cinema
- Nae sarang ssagaji (내 사랑 싸가지?), regia di Shin Jai-ho (2004)

### Televisione
- Honey Honey – serie TV (2001)
- Uri jip (우리집) – serie TV (2001)
- Romance (로망스) – serie TV (2002)
- Rival (라이벌)– serie TV (2002)
- Nae sarang Patzzi (내 사랑 팥쥐) – serie TV (2002)
- Sur-ui nara (술의나라) – serie TV (2003)
- Bukgyeong nae sarang (북경 내사랑) – serie TV (2004)
- Hyeongsunim-eun yeor-ahop (형수님은 열아홉) – serie TV (2004)
- Wonderful Life (원더풀 라이프) – serie TV (2005)
- Widaehan yusan (위대한 유산) – serie TV (2006)
- Hwang Jin-yi (황진이) – serie TV (2006)
- First Love – serie TV (2008)
- Can You Hear My Heart – serie TV (2011)
- May Queen – serie TV (2012)
- Scandal: A Shocking and Wrongful Incident – serie TV (2013)
- Stealer: Ilgop gae-ui Joseon tongbo (스틸러: 일곱 개의 조선통보?) – serial TV (2023)

### Video musicali
- 2007: Agent J (特务J) - Jolin Tsai

### Cinema
- 2004: 100 Days with Mr. Arrogant (내 사랑 싸가지)

## Premi
- 2002 MBC: Attore più Popolare